# Wilhelm Heinrich Heintz
Wilhelm Heinrich Heintz (4 de novembro de 1817 - 1 de dezembro de 1880) foi um químico estrutural alemão de Berlim.

## Vida
Ele inicialmente treinou e trabalhou como farmacêutico, a partir de 1841 estudou ciências na Universidade de Berlim. Ele obteve seu Ph.D. em Berlim em 1844 sob Heinrich Rose, e dois anos depois, obteve sua habilitação em química. Em 1850 tornou-se professor associado da Universidade de Halle, onde em 1855 obteve o cargo de professor titular. Ele foi um dos seis membros fundadores da Deutsche Physikalische Gesellschafte o único químico.
Em Halle, Heintz supervisionou o doutorado de Johannes Wislicenus, embora o conselheiro pro forma de Wislicenus em Zurique tenha sido Georg Karl Andreas Städeler. Com Christoph Gottfried Giebel, foi editor do Zeitschrift für Naturwissenschaften.
Em 1853 ele analisou o ácido margárico simplesmente como uma combinação de ácido esteárico e ácido palmítico. Ele também realizou análises de ácido úrico em uréia, criou métodos para análise de nitrogênio em compostos orgânicos, e estudou reações químicas de ácido cloroacético e a reação de acetona com aminas. Além disso, realizou investigações químicas de urânio, bismuto, césio, rubídio e fosfatos metálicos.
O mineral heintzita é nomeado para ele.

## Trabalhos publicados
- Ueber den färbenden Bestandtheil des Feuersteins, Carneols und Amethystes. In: Annalen der Physik und Chemie. Vol. 136, Johann Ambrosius Barth, Leipzig 1843, S. 519–527 – o constituinte corante de sílex, cornalina e ametistas. o constituinte corante de sílex, cornalina e ametista.
- Untersuchung einiger Verbindungen des Wismuths, besonders in Rücksicht der Zusammensetzung des Wismuthoxyds. In: Annalen der Physik und Chemie. Vol. 139, Johann Ambrosius Barth, Leipzig 1844, S. 55–95 – Investigação de alguns compostos de bismuto, especialmente considerando a composição dos óxidos de bismuto.
- De acido saccharico ejusqe saiibus. (dissertation), Berlim 1844.
- Lehrbuch der Zoochemie. Georg Reimer, Berlim 1853 – Livro didático de zooquímica.
- Drei neue absolut isomere Körper, das Aethylglycolamid, Aethyglycocoll und Aethoxacetamid. In: Zeitschrift für die Gesammten Naturwissenschaften. 23. Vol., Wiegandt & Hempel, Berlim 1864, S. 89–107 – Três novos corpos isômeros absolutos; etilglicolamida, etilglicol e etoxiacetamida.[6]